# 9359 Fleringe
A 9359 Fleringe (ideiglenes jelöléssel 1992 ED11) a Naprendszer kisbolygóövében található aszteroida. Az UESAC program keretében fedezték fel 1992. március 6-án.